# أندي دهماني
أندي دهماني هو لاعب كرة قدم جزائري في مركز الدفاع، ولد في 12 فبراير 1983 في سانت شاموند في فرنسا. لعب مع سي أ باستيا ومولودية الجزائر ونادي النجم الأحمر ونادي تروا.